# Kiriszy
Kiriszy (ros. Кириши) – miasto w Rosji w obwodzie leningradzkim, nad Wołchowem. Centrum administracyjne rejonu kiriskiego.
Pierwsza udokumentowana wzmianka pochodzi z 1693 roku. Miasto zostało zniszczone podczas II wojny światowej, a następnie odbudowane.
Znajduje tu się rafineria ropy naftowej Kinief, należąca do Surgutneftegaz, przerabiająca dziennie 355 tys. baryłek ropy (6,4% produkcji krajowej). Udział w produkcji benzyny w Rosji wynosi 5,3%, a oleju opałowego aż 16,3%.
Stacja kolejowa Kiriszy leży na linii kolejowej Mga – Budogoszcz.

## Demografia
- 2010 – 52 309[3]
- 2021 – 50 079[1]